# Pusztacsán
Pusztacsán (románul Ceanu Mic) település Romániában, Kolozs megyében.

## Fekvése
Kolozsvártól délkeletre, Tordától északnyugatra, Tordatúr, Komjátszeg és Ajton közt fekvő település.

## Története
1366-ban Chan néven említik először az okiratokban.
A település az 1658-as tatár betöréskor teljesen elpusztult, majd román lakossággal települt újra.
A trianoni békeszerződésig Torda-Aranyos vármegye Tordai járásához tartozott.

## Lakossága
1910-ben 917 lakosából 911 román és 6 magyar volt.
2002-ben 519 lakosa volt, ebből 514 román és 5 magyar.